# 携挙
携挙（けいきょ、英語: rapture）とは、プロテスタントにおけるキリスト教終末論で、未来の主イエス・キリストの再臨において起こると信じられていることである。まず神のすべての聖徒の霊が、復活の体を与えられ、霊と体が結び合わされ、最初のよみがえりを経験し、主と会う。次に地上にあるすべての真のクリスチャンが空中で主と会い、不死の体を与えられ、体のよみがえりを経験する。

## 聖書箇所
聖書箇所は以下である。

## 艱難前携挙説

1.患難前携挙説 2.患難中携挙説 3.患難後携挙説

艱難が始まる前に携挙が起こり、これにより真のクリスチャンは艱難を避ける事が出来るとする説。携挙を強調する教派の多くは艱難前携挙説の立場をとる。これはキリスト教根本主義の説とされ、初期の神学的根本主義において艱難前携挙説は必ずしも一般的な主張ではなかったであろうとも言われている
。しかし、紀元3世紀頃までは前千年王国説が最も広く受けいれられていたのと同時に、艱難前に信者が「取り去られる」という思想として、艱難前携挙の概念が一般的であったとも考えられている。しかし、その後、無千年王国説の台頭とともに、強調されなくなっていたが、19世紀以降のディスペンセーション主義の台頭によって広まったともいわれている。
近年における教理の強調は前千年王国説、特にディスペンセーショナリズムの聖書解釈によって、1830年代と1970年代に広まった。代表的な提唱者はジョン・ネルスン・ダービ、ハル・リンゼイ、グラント・ジェフリー、高木慶太である。この教理の主張者自身は前述のように初代教会の教父と新約聖書に根拠があるとする。
『レフトビハインド』はこの艱難前携挙説の小説である。

## 携挙の時期
患難時代が7年間かそれとも3年半とするか等、携挙説の提唱者の間でも多くの意見の相違がある。少数がマタイによる福音書24章の患難が紀元70年のエルサレム破壊においてすでに起こったとする。だが3つの立場が携挙説において代表的である。それは携挙の時期を艱難時代前、艱難時代中、艱難時代後に、それぞれおくものである。その時イエス・キリストは神の国を確立し、千年の間支配を行うとされる。

## 携挙の語
携挙は艱難前携挙の文脈で語られることが多いが、艱難前携挙説を採らない教派でも、携挙の語を使用することがある。

## 各国における「携挙」

### 韓国
1992年韓国の社会では、新宗教団体『タミ宣教会(다미선교회)』によって「時限付き終末携挙論」のデマが広がり、大きな社会問題となった。
詳しくは「1992年時限付き終末論携挙騒動」を参照すること。
上記のタミ宣教会事件とは別に、2020年現在も韓国では断続的に「終末携挙論」を主張する宗教団体が点在している。